# 空っぽの少年
「空っぽの少年」（からっぽのしょうねん、原題: The Empty Child）は、イギリスのSFテレビドラマ『ドクター・フー』のシリーズ1第9話。2005年5月21日にBBC Oneで放送された。後のラッセル・T・デイヴィスの降板を追って番組総責任者と主要脚本家になるスティーヴン・モファットが初めて執筆したエピソードであり、監督はジェームズ・ヘイヴスが担当した。5月28日に放送された「ドクターは踊る」とともに二部作をなす。
本エピソードでは異星人のタイムトラベラー9代目ドクターと彼のコンパニオンローズ・タイラーがロンドン大空襲の最中の1941年に到着する。彼らは都市が母を求めて彷徨うガスマスクの奇妙な少年に脅かされていることを知る。
本エピソードではジョン・バロウマンがキャプテン・ジャック・ハークネスとして初登場し、彼は後に『ドクター・フー』に再登場するほか、スピンオフシリーズ『秘密情報部トーチウッド』の主人公となった。「空っぽの少年」はイギリスで711万人の視聴者を記録した。多くの批評家がこの二部作を番組で最高だと特記し、2006年ヒューゴー賞映像部門短編部門を受賞した。

## 製作

### 脚本
本エピソードでは頻繁にローズがスタートレックの登場人物スポックに言及しており、ローズへのドクターの返答として「ドクター誰？」の方が良いという場面は元々「スタートレックよりドクター・フーが好きだ」というメタフィクションの要素であったとDVDコメンタリーで脚本家スティーヴン・モファットが語っている。チューラの船はインドとバングラデシュの多国籍料理店チューラにちなんで名づけられており、この店でラッセル・T・デイヴィスから委任を受けてモファットたちが脚本の議論などを行っていた。この会議はビデオ録画されており、完全版シリーズ1のDVDで閲覧可能である。
スティーヴン・モファットはソニック・スクリュードライバーの技術を武器に適用した、ジャックのソニック・ブラスターを登場させた。モファットはこれについて以下のように述べている。

### 撮影
撮影はバリー島鉄道で行われた。バリー島と現在は取り壊されたリゾート Butlins のホリデイキャンプはかつて7代目ドクターのシリーズである Delta and the Bannermen のロケ地に使用されていた。ドクター・コンスタンチンの顔がガスマスクに変形する際の頭骨が割れる音は、あまりに怖すぎるとして制作チームが放送前にカットした。しかし、本エピソードのDVDコメンタリーで脚本家スティーヴン・モファットは、効果音は議論の末に使用されることはなかったと主張した。『Doctor Who Confidential』のエピソード "Fear Factor" によると、完全版シリーズ1ボックスセットに収録されたバージョンに効果音が追加されている。

## 放送と反応
これまでのエピソードと違い次回予告はエンドクレジットの直前ではなく直後に流されており、これはおそらく「UFO ロンドンに墜落」のクリフハンガーが直後の次回予告によりネタバレされたことを受けてのものである。このトレンドは新シリーズの大半の二部作に引き継がれた。キャプテン・ジャックがナノジーンを説明するシーンは本放送でもカナダ放送協会によるカナダでの放送でも音が聞こえなかった。UKTV Gold やアメリカのSyfyでの放送でも、字幕に説明を残してはいるものの削除されており、ローズが "Well, tell them thanks!"と発言した理由が伝わらなくなっている。この変更の理由は不明である。
「空っぽの少年」は当夜に視聴者数660万人、番組視聴占拠率34.9%を記録し、最終的な視聴者数は711万人に達した。日本では2006年10月31日にNHK衛星第2テレビジョンで初放送され、地上波ではNHK教育テレビジョンにより2007年10月16日に放送された。2011年3月20日には LaLa TV で放送された。

### 批評家の反応
『SFX』誌は本二部作に全てが詰まっていると主張し、特にモファットの脚本を称賛した。2012年に『SFX』誌のデイヴ・ゴールダーは、「空っぽの少年」を身の毛のよだつような子どものSFエピソードの良い例であるとした。『デジタル・スパイ』誌のデック・ホーガンはキャプテン・ジャック役のバロウマンを好まなかったが、シリーズで特に恐ろしいエピソードであると言い、ドクター・コンスタンチンを演じたリチャード・ウィルソンの巧妙で気味の悪いカメオ出演を高評価した。後に彼は「空っぽの少年」と「ドクターは踊る」をシリーズで最高のエピソードと呼んだ。『Now Playing』誌の批評家アーノルド・T・ブランバーグは本エピソードにBの評価をつけ、オリジナルシリーズの要素を持ってしっかりとしていると表現した一方、視聴者を脅かす描写が多すぎることとバロウマンのジャックに感銘を受けなかったとも綴った。
2009年に『Doctor Who Magazine』誌が行った『ドクター・フー』のエピソードの投票では第5位を獲得した。2014年に行われた同様の人気投票では第7位であった。2008年に『デイリー・テレグラフ』誌は番組で4番目に優れたエピソードと認定した。2011年にシリーズ6の後半が放送される以前に、『ハフポスト』は「空っぽの少年」と「ドクターは踊る」を新規視聴者が見なくてはならないエピソード5選のうち1つに選出した。
「空っぽの少年」は「ドクターは踊る」とともに2006年ヒューゴー賞映像部門短編部門を受賞した。